# Александар Шапић
Александар Шапић (Београд, 1. јун 1978) српски је политичар и бивши ватерполиста. Од 2024. обавља функцију градоначелника Београда, коју је обављао и у периоду од 2022. до 2023. Између 2012. и 2022. био је председник општине Нови Београд. Оснивач је хуманитарне организације Буди хуман и потпредседник Главног одбора Српске напредне странке (СНС).
До 2014. био је члан Демократске странке (ДС), након чега је до маја 2021. водио Српски патриотски савез који се потом спојио са СНС. Током своје ватерполо каријере освојио је две олимпијске бронзане медаље — једну за СР Југославију на Олимпијским играма 2000. у Сиднеју и другу за Србију на Олимпијским играма 2008. у Пекингу — као и једну сребрну медаљу за Србију и Црну Гору на Олимпијским играма 2004. у Атини. Званично је најбољи стрелац у историји бивше Југославије. Многи га и данас сматрају једним од најбољих светских ватерполиста свих времена.

## Биографија
Његов отац Милош Шапић је по професији дефектолог а мајка Славојка (девојачко презиме Дедовић) наставница. Има млађег брата Владимира. По оцу је крајишког порекла, са Кордуна, из места Блатуша код Вргинмоста. Мајчина страна породице је из Берана. Крсна слава породице Шапић је Свети Трифун.
У филму „Кад порастем бићу кенгур” одиграо је улогу Гангуле.
Дипломирао је 2003. године, магистрирао 2009. а докторирао 2012. године у области индустријског менаџмента. Александар Шапић, тада председник општине Нови Београд, је одбранио докторску дисертацију Карактеристичне активности маркетинг односа у функцији интереса индивидуалних потрошача (2012) на Факултету за пословно-индустријски менаџмент Универзитета Унион. Овај случај карактеришу дуготрајна немогућност универзитета да нађе чланове за комисију која би испитивала докторат, а када је она формирана нашла се под вишеструким притиском. Иако су два члана пронашла више него двотрећинске плагијате текста у својим прелиминарним извештајима, нова комисија никад није сачињена. Факултет 2016. године мења име у Пословни и правни факултет и прелази у састав Универзитета МБ, а ни до 2022. Шапић није промовисан у доктора наука нити му је додељена диплома.
Живи и ради у Београду. Говори енглески, италијански и руски језик.

## Спортска каријера
Ватерполом почео да се бави 1984. године у ватерполо клубу „Црвена звезда” у коме је прошао све млађе категорије. У ВК „Партизан” прелази 1991. године а 1992., са непуних 14 година, дебитује за први тим Партизана. 1993. се враћа у ВК „Црвена звезда” да би 1994. године каријеру наставио у ВК „Бечеј”. 2001. године одлази у Италију у ватерполо клуб „Камољи” из ког након три сезоне прелази у ВК „Рари Нантес Савона”. 2006. године одлази у руски ВК „Штурм 2002”, где потписује уговор који га је учинио најплаћенијим играчем у историји ватерпола. 2009. завршава професионалну ватерполо каријеру.
У својој ватерполо каријери укупно је постигао 2675 голова. Од тога у клупској каријери постигао је 1694 гола, док је у репрезентативној био стрелац укупно 981 гола.

### Клупска каријера
У богатој клупској каријери има 21 трофеј и то девет националних првенстава од којих је шест освојио у Савезној републици Југославији, два у Русији и једно у Италији. Освајач националних купова био је девет пута, са освојених седам купова СРЈ и два купа Русије. Трон Лиге шампиона освојио је једном, као и две медаље у ЛЕН купу.
У периоду од 1996. до 2009. године освојио је 14 узастопних титула голгетера лиге, шест пута у СРЈ, пет у Италији и три пута у Русији.
Током клупске каријере постигао је 1.694 голова од којих је највећи број њих 924 постигао за клубове у СРЈ, у италијанској лиги мрежу је погодио 494 пута, а у Русији 276.

#### Клупске титуле
- 9 националних првенстава — 6 СРЈ, 2 Русије, 1 Италије
- 9 националних купова — 7 СРЈ, 2 Русије
- 2 ЛЕН купа
- 1 Лига шампиона

#### Титуле голгетера лиге
14 узастопних титула голгетера лиге: 1996—2009. године:
- 6 пута СРЈ
- 5 пута Италије
- 3 пута Русије

#### Број постигнутих голова
- СРЈ (Црвена звезда, Бечеј) — 924
- Италија (Камољи, Рари Нантес Савона) — 494
- Русија (Штурм 2002) — 276

### Репрезентативна каријера
За национални тим Југославије први пут је наступио у децембру 1995. године као седамнаестогодишњак. Од тада до 2008. године играо је за националну репрезентацију. На самом почетку репрезентативне каријере са тимом Југославије освојио је два Јуниорска првенства Европе и то 1995. године у Еслингену, као и 1996. године у Истанбулу. На оба такмичења проглашен је за најбољег играча и стрелца.
Прво велико такмичење на коме је наступио са 18 година за репрезентацију Југославије, биле су Летње олимпијске игре 1996. у Атланти. Четири пута је учествовао на Олимпијским играма, освојивши једну сребрну и две бронзане медаље.
Са репрезентацијом Југославије, Србије и Црне Горе, а касније и Србије наступао је на 22 спортске манифестације, освојио 20 медаља, од којих пет на Европским првенствима, четири на Светским и три на Олимпијским играма. Златну медаљу са Светског купа освојио је два пута, са такмичења Светске лиге има укупно пет медаља као и злато са Медитеранских игара одржаних 1997. године у Барију.
За националну селекцију постигао је 981 гол у укупно 385 наступа за национални тим, два пута је проглашен за најбољег стрелца Олимпијских игара, четири пута је био најбољи стрелац Светског првенства и, такође, четири пута најбољи стрелац Европског првенства. На такмичењима Светске лиге најбољи стрелац био је четири пута, док је 2 пута ову титулу понео и са Светских купова.
Током репрезентативне каријере осам пута је биран у идеалан тим на такмичењима на којима је учествовао, и то три пута на Европским и Светским првенствима као и два пута на Олимпијским играма.
Један је од најтрофејнијих и најуспешнијих спортиста у историји српског спорта, који је у целокупној играчкој каријери постигао, за сада недостижних, 2675 голова. Најбољи је стрелац свих времена на просторима бивше Југославије.

#### Светска првенства
- 1998 — Бронза — Најбољи стрелац првенства — Идеалан тим СП
- 2001 — Сребро — Најбољи стрелац првенства — Идеалан тим СП
- 2003 — Бронза — Најбољи стрелац првенства
- 2005 — Злато — Најбољи играч и стрелац првенства — Идеалан тим СП
- 2007 — 4. место

#### Европска првенства
- 1997 — Сребро
- 2001 — Злато — Најбољи стрелац првенства — Идеалан тим ЕП
- 2003 — Злато — Најбољи стрелац првенства — Идеалан тим ЕП
- 2006 — Злато — Најбољи стрелац првенства — Идеалан тим ЕП
- 2008 — Сребро — Најбољи стрелац првенства

#### Олимпијске игре
- 1996 — 8. место
- 2000 — Бронза — Најбољи стрелац првенства — Идеалан тим ОИ
- 2004 — Сребро — Најбољи стрелац првенства — Идеалан тим ОИ
- 2008 — Бронза

#### Светска лига
- 2004 — Сребро — Најбољи стрелац првенства
- 2005 — Злато — Најбољи стрелац првенства
- 2006 — Злато
- 2007 — Злато — Најбољи стрелац првенства
- 2008 — Злато — Најбољи стрелац првенства

#### Светски куп
- 2002 — Бронза — Најбољи стрелац првенства
- 2005 — Злато — Најбољи стрелац првенства

#### Медитеранске игре
- 1997 — Злато

#### Број постигнутих голова
- Репрезентација (СРЈ, СЦГ, Србија) — 981
- Укупно голова у каријери — 2675

#### Најбољи стрелац
- 2 пута најбољи стрелац Олимпијских игара ОИ
- 4 пута најбољи стрелац Светског првенства СП
- 4 пута најбољи стрелац Европског првенства ЕП
- 4 пута најбољи стрелац Светске лиге СЛ
- 2 пута најбољи стрелац Светског купа СК

#### Идеалан тим
- 8 пута биран у идеалан тим (ОИ, СП, ЕП)

### Спортске организације
Поред трофејне ватерполо каријере, допринос српском спорту пружио је и кроз ангажовање у спортским организацијама. Председник ватерполо клуба „Црвена звезда” био је од 2003. до 2004. године.
Након завршетка играчке каријере у италијанском клубу „Рари Нантес Савона”, за исти клуб наставља да обавља функцију спортског менаџера за европска такмичења у периоду од 2006. до 2014. године.

## Хуманитарни рад
Учествовао је у хуманитарном шоу програму „Плес са звездама”.
Хуманитарна организација „Буди хуман - Александар Шапић” основана је 2014. године, а почела са радом јуна месеца. Фондација „Буди хуман” бави се прикупљањем средстава за помоћ деци, одраслима, установама и удружењима са територије Србије.
Фондација „Буди хуман” је врло брзо након оснивања израсла у једну од најкредибилнијих хуманитарних фондација у региону која за циљ има да помогне у лечењу и обезбеђивању неопходних терапија, пре свега деце.
Од оснивања до данас, кроз Хуманитарну фондацију - Буди хуман прошло је више хиљада корисника, од којих је највише деце, а за које је прикупљено више десетина милиона евра. У фебруару 2016. године све медаље које је освојио у играчкој каријери је преко сајта Хуманитарне фондације — Буди хуман приложио аукцијској продаји, а сав новац од продатих медаља биће уплаћен за лечења и терапије корисника Фондације.
Добитник је великог броја признања за друштвено-користан и хуманитарни рад, којим су му многе институције у земљи исказале захвалност за све што је у области хуманитарног рада радио као активни спортиста, али и за хуманитарни рад којим је интензивније и одговорније наставио да се бави након играчке каријере.

## Политичка каријера

### Председник општине Нови Београд и СПАС
Био је помоћник градоначелника Града Београда од 2009. до 2012. године. За председника општине Нови Београд изабран је на изборима 2012. године, а реизабран на изборима 2016. године. Свој трећи мандат председника општине Нови Београд започео је након избора 2020. године а завршио се 2022. године.
На београдским изборима 2018. године био је трећепласирани, са освојених нешто преко 9% подршке Београђана, а најбоље пласирана организација која је самостално наступила на изборима.
Као председник општине Нови Београд, покренуо је низ социјалних мера и програма, попут бесплатог улаза на базене, бесплатних путовања за пензионере, школе страних језика.
На седници Скупштине Српског патриотског савеза, одржаној 21. јула 2018. године, Александар Шапић је једногласно изабран за председника ове новоформиране политичке организације која ће убудуће наступати на републичком нивоу. Српски патриотски савез први пут постаје парламентарна странка након избора 2020. године.

### Уједиње са СНС и градоначелник Београда
Након уједињења Српског патриотског савеза са Српском напредном странком, 29. маја 2021. године, изабран је за потпредседника Главног одбора Српске напредне странке.
На конститутивној седници Скупштине града Београда, 20. јуна 2022. изабран је на место градоначелника Београда.
У априлу 2023. године Александар Шапић се суочио са оптужбама за корупцију и злоупотребу положаја након што су јавности процурели аудио снимци његовог шефа кабинета Ненада Милановића који нуди посао турској компанији Кенткарт, која пружа услуге издавања карата за јавни превоз у Београду. Милановић је предложио да Кенткарт пристане да раскине постојећи уговор од 2021. године и заузврат да за њих организује нову јавну набавку. Кенткарт је одбио понуду и оптужио Милановића да је покушао да их увуче у незаконите радње. Шапић је негирао било какву неправду и рекао да је срећан што ће тужилаштво испитати случај. Такође је тврдио да је Кенткарт годинама пренаплаћивао граду и да намерава да раскине њихов уговор и тужи их за одштету.
За време његовог градоначелниког мандата уклоњена је већина илегално постављених сплавова, чиме је приобаље постало доступније грађанима.
Иницирао је промену назива Штарк арене у Београдска арена. Истакао је симболички значај Арене и да не треба да буде именована по било којем спонзору.
Током његовог мандата градоначелника, рађено је на растерећењу саобраћа у Београду. Реализоване су нове саобраћајнице и кружни токови као и проширење постојећих улица и булевара.
Новембра 2023. је свечано открио Споменик жртвама рата и браниоцима отаџбине 1990-1999. у Хајдук Вељковом парку, на углу Сарајевске и Немањине улице. Заложио се за подизање споменика генералу Драгољубу Михаиловићу у центру Београда, као и за измештање гробног места Јосипа Броза Тита из Музеја Југославије.
Иницирао је да боја свих возила ГСП-а буде плаве боје. Заложио се за темељну обнову возног парка ГСП-а. Залагже се за укидање мреже тролебуса и увођење више електричних возила. Од 1. јануара 2025. одлуком градоначелника Београда Александра Шапића, сав градски превоз је бесплатан. Марта 2025. Београд је добио 100 нових зглобних аутобуса.

## Лични живот
Ожењен је, отац  је двоје деце. Његова супруга живи у иностранству јер како Шапић наводи, она не жели да буде овде докле год се он бави политиком, не жели да се разведе јер би онда мање виђао децу.

### Имовина
Шапић је купио 2018. године вилу у Трсту вредну 820.000 евра и према писању БИРН-а прекршио је закон не пријавивши је Агенцији за спречавање корупције. Агенција је касније демантовала ове наводе.
Он је власник виле у Звечанској улици од 580 квадрата у вредности од 1.100.000 евра недалеко од центра Београда, али не живи тамо – већ у стану у власништву његовог оца који је на Бежанијској коси. Он је новинарима КРИК-а рекао да је пре 20-ак година купио стару кућу у Звечанској, коју је потом срушио и изградио нову. Један спрат куће, како је објаснио, чека на легализацију. Делови куће налазе се на парцели која је укњижена као власништво Града Београда. Шапић је у дворишту ове куће без дозволе за градњу направио базен, помоћни објекат, теретану и надстрешницу на неколико градских парцела. Уписана је вредност куће са свим изграђеним објектима и земљом.
Крајем јула 2022, нешто више од месец дана након што је постао градоначелник Београда (20. јуна 2022), Александар Шапић је добио решење општине Нови Београд којим се озакоњује објекат на Бежанијској коси – седмособни стан од 340 квадрата корисне површине. Општина је донела ово решење упркос чињеници да објекат којег је озаконила, у овом облику и овим габаритима није постојао на сателитском снимку Републичког геодетског завода из 2015. године, што је основни предуслов да нелегално изграђени објекти уопште уђу у процедуру за озакоњење, према Закону о озакоњењу објеката. Према званичној документацији и јавно доступним сателитским снимцима, инвеститор, односно власник објекта Александар Шапић је најпре током 2021. године без грађевинске дозволе доградио већ постојећи стан на три нивоа, тако што је од косог крова на првом спрату и поткровљу направио “коцкицу”, а у нивоу приземља је саградио и нови, једноетажни део објекта, са кровом у стаклу.

## Признања и награде
Захваљујући изузетној спортској каријери носилац је многобројних спортско-друштвених признања те је, између осталог, 2000. године проглашен за спортисту године Аутономне покрајине Војводина.
Имао је ту част да два пута буде одликован Орденом Немање првог степена за заслуге у представљању државе и њених грађана. Први пут 2001. године а затим и 2004.
Награду за најбољег спортисту у избору Олимпијског комитета Србије и Црне Горе добио је 2004., а годину дана касније, 2005. године, проглашен је за лауреата Октобарске награде Града Београда.
Више од деценије је важио за једног од најбољих играча света, а 2005. године званично је проглашен за најбољег светског ватерполисту.
Највеће спортско-друштвено признање које Спортски савез Србије традиционално сваке године додељује спортистима, спортским савезима и стручњацима који су својим резултатима обележили историју српског спорта и тиме афирмисали нашу земљу у свету, Мајска награда, додељена му је 2008. године.
У 2010. години изабран је за трећег најбољег спортисту у 21. веку у избору ФИНА.
Октобра 2016. године уручена му је повеља за допринос развоју и раду Спортске академије као награда за најуспешнијег студента од оснивања ове институције.
Светска федерација спорта и културе са седиштем у Минеаполису (Минесота) јула 2017. године прогласила га је за најбољег ватерполисту „нападача” свих времена. У том избору је освојио 4.045 гласова што је још једна потврда његове успешне голгетерске каријере.
Награду „Најевропљанин” за област политике у 2020. години доделила му је Прва европска кућа у Београду у децембру 2020. године.